# Katnatu
Katnatu (en georgiano: კათნატუ; en armenio: Կաթնատու) es un pueblo de Georgia ubicado en el sur de la región de Mesjetia-Yavajetia, siendo parte del municipio de Ninotsminda.  

## Toponimia
El nombre procede del armenio, en el que katnatu (en armenio: Կաթնատու) se traduce como “dar leche”.

## Geografía
Kulalisi se encuentra en la meseta de Yavajetia, al sureste del lago Janchali y a 7 km de Ninotsminda. La aldea se administra desde el pueblo de Didi Janchali.

## Demografía
La evolución demográfica de Katnatu entre 2002 y 2014 fue la siguiente:
| 278                                             | 256 |
| (Fuente: Population of Georgia in Soviet times) |     |

Según los datos del censo de 2014, los armenios son el 100 % de la población local.

## Infraestructura

### Educación
En el pueblo de Katnatu hay una escuela.